# بوجیانو
بوجیانو (به ایتالیایی: Buggiano) یک کومونه در ایتالیا است که در استان پیستویا واقع شده‌است.

## خصوصیات
بوجیانو ۱۶٫۱۲ کیلومترمربع مساحت و ۸٬۴۶۲ نفر جمعیت دارد و ۴۱ متر بالاتر از سطح دریا واقع شده‌است.

## خواهرخوانده
شهر Ascheberg خواهرخواندهٔ بوجیانو هست.